# Doug McKeon
Doug McKeon (nacido el 10 de junio de 1966) es un actor estadounidense que llamó la atención por primera vez como actor infantil.

## Trayectoria
McKeon nació el 10 de junio de 1966 en Pompton Plains, Nueva Jersey, y se crio en Oakland, Nueva Jersey , donde asistió a Indian Hills High School . 
McKeon actuó en la serie de televisión The Edge of Night. Actuó en las películas Uncle Joe Shannon (por la que fue nominado a un Globo de Oro ), On Golden Pond , Night Crossing y Mischief.